# Orocrambus oppositus
Orocrambus oppositus là một loài bướm đêm trong họ Crambidae.